# Heleodromia saigusae
Heleodromia saigusae är en tvåvingeart som beskrevs av Joost 1991. Heleodromia saigusae ingår i släktet Heleodromia och familjen Brachystomatidae. Inga underarter finns listade i Catalogue of Life.